# Pelomedusa olivacea
Pelomedusa olivacea is een schildpad uit de familie pelomedusa's (Pelomedusidae).

## Naam en indeling
De wetenschappelijke naam van de soort werd voor het eerst voorgesteld door August Friedrich Schweigger in 1812. Oorspronkelijk werd de wetenschappelijke naam Emys olivacea gebruikt. De soortaanduiding olivacea betekent vrij vertaald 'olijfkleurig'.

## Uiterlijke kenmerken
De schildpad kan een schildlengte bereiken van 33 centimeter. De schildkleur heeft een groenbruine kleur, waaraan de soort te onderscheiden is van gelijkende schildpadden. De pectoraalschilden staan daarnaast vrij ver van elkaar af.
De plastronformule is meestal als volgt:
hum > fem > intergul > an > abd > gul > pect.

## Verspreidingsgebied
Pelomedusa olivacea komt voor in delen van Afrika en leeft in de landen Benin, Burkina Faso, Niger, Nigeria en Senegal.